# (13657) Badinter
(13657) Badinter est un astéroïde de la ceinture principale.

## Description
(13657) Badinter est un astéroïde de la ceinture principale. Il fut découvert par Eric Walter Elst le 8 mars 1997 à La Silla. Il présente une orbite caractérisée par un demi-grand axe de 2,42 UA, une excentricité de 0,19 et une inclinaison de 2,3° par rapport à l'écliptique.
Il fut nommé en hommage à Élisabeth Badinter, née Bleunstein-Blanchet en 1944, philosophe, auteur et féministe française.

## Compléments